# Lanceoppia strenzkei
Lanceoppia strenzkei är en kvalsterart som beskrevs av Hammer 1968. Lanceoppia strenzkei ingår i släktet Lanceoppia och familjen Oppiidae. Inga underarter finns listade i Catalogue of Life.